# Matt Cain
Pour les articles homonymes, voir Cain (homonymie).
Matthew Thomas Cain (né le 1er octobre 1984 à Dothan, Alabama, États-Unis) est un lanceur droitier de baseball.
Il joue dans la Ligue majeure de baseball avec les Giants de San Francisco de 2005 à 2017. Sélectionné trois fois pour le match des étoiles, il fait partie des équipes des Giants championnes des Séries mondiales de 2010, 2012 et 2014. 
Le 13 juin 2012, Matt Cain lance le 22e match parfait de l'histoire du baseball majeur.

## Biographie
Matt Cain est repêché le 4 juin 2002 par les Giants de San Francisco au premier tour de sélection (25e choix).

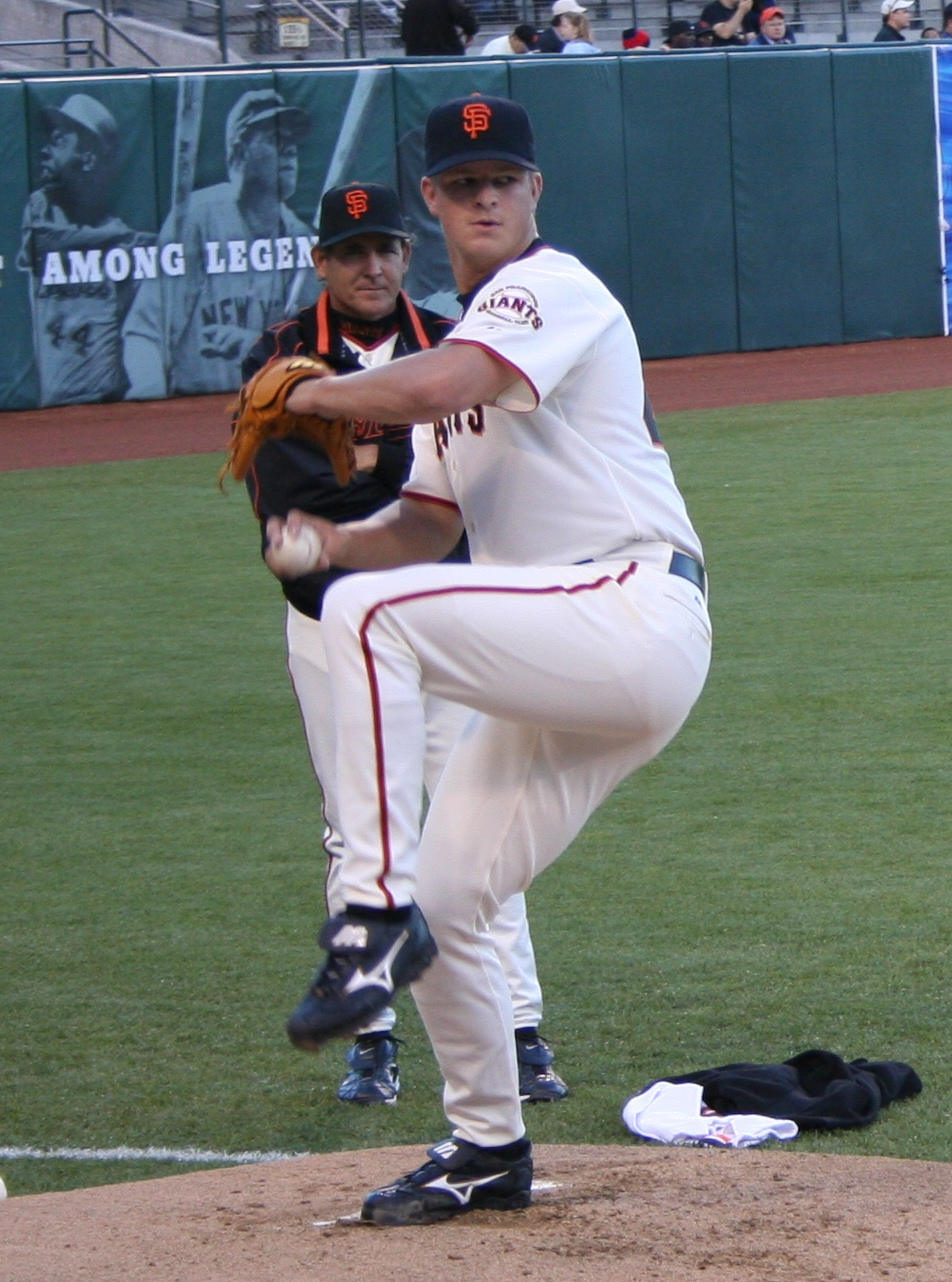
Matt Cain se réchauffe avant son premier match dans les majeures le 29 août 2005.

Il débute en Ligue majeure dès le 29 août 2005 devenant le plus jeune joueur aligné en MLB lors de la saison 2005. Cain réalise sa première saison complète (32 matches contre 7 en 2005) en 2006 et termine cinquième du vote de la meilleure recrue de la saison en Ligue nationale.

### Saison 2008
En 2008, Cain est le lanceur partant qui effectue le plus grand nombre de départs (34) dans la Ligue nationale. Il affiche un dossier perdant de 8 victoires et 14 défaites avec une moyenne de points mérités de 3,76 et 186 retraits au bâton. Les Giants ne remportent que 9 des 34 matchs amorcés par Cain, les releveurs gaspillant 5 avances et les frappeurs ne lui donnant que 2 points ou moins par partie dans 21 de ces matchs. 

### Saison 2009
En 2009, il remporte 14 victoires contre 8 défaites avec une moyenne de points mérités de 2,89 et 171 retraits sur des prises. Il mène la Ligue nationale avec 4 matchs complets et est invité à la mi-saison à son premier match des étoiles.

### Saison 2010

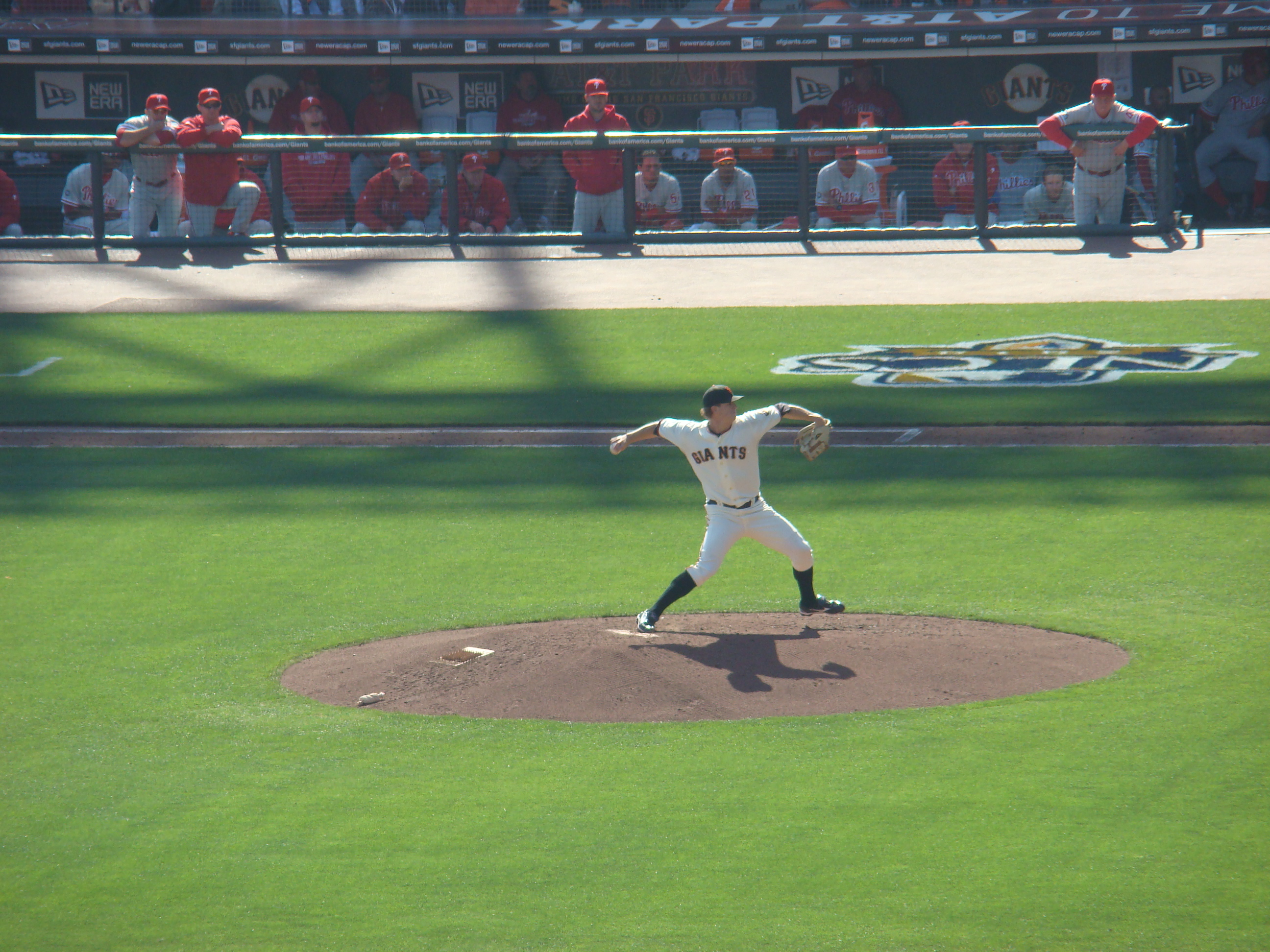
Matt Cain lance contre les Phillies dans le troisième match de la Série de championnat 2010.

Le 28 mars 2010, Cain obtient des Giants une prolongation de contrat jusqu'à la fin de la saison 2012.
Il remporte 13 victoires durant la saison 2010 et maintient une moyenne de points mérités de 3,14 en 223 manches et un tiers lancées. Il réussit quatre matchs complets dont deux blanchissages. En séries éliminatoires, il limite les Braves d'Atlanta à un seul point en six manches et deux tiers dans le second match de la Séries de divisions. Les releveurs des Giants gaspillent l'avance avant que San Francisco ne prévale en manches supplémentaires mais Cain n'est pas impliqué dans la décision. En Série de championnat de la Ligue nationale, le droitier est le lanceur gagnant dans le match #3 entre les Giants et les Phillies de Philadelphie. Le 28 octobre, dans le deuxième match de la Série mondiale 2010, Cain blanchit les Rangers du Texas en sept manches et deux tiers, ne leur accordant que quatre coups sûrs. Il est le lanceur gagnant dans cette partie et est quelques jours plus tard couronné champion de la Série mondiale avec ses coéquipiers.
Pour la première fois de sa carrière, Cain reçoit des appuis au vote pour le trophée Cy Young remis annuellement au meilleur lanceur de la ligue. Il prend le 12e rang du scrutin.

### Saison 2011
En 2011, année où il honore sa seconde sélection au match des étoiles, Matt Cain se classe dans le top 10 de la Ligue nationale pour la moyenne de points mérités (2,88 en 221,2 manches). Il est le troisième lanceur de la Nationale ayant accordé le moins de coups sûrs à l'adversaire par tranche de 9 manches lancées après Clayton Kershaw (Los Angeles) et Cole Hamels (Philadelphie). Avec seulement 0,365 circuit accordé à l'adversaire par tranche de 9 manches, seul Charlie Morton des Pirates de Pittsburgh se montre plus avare que lui à ce chapitre dans tout le baseball majeur. Tout comme son coéquipier Tim Lincecum, Cain est toutefois victime en 2011 du faible support offensif offert par l'anémique attaque des Giants. Comme résultat, sa fiche victoires-défaites est de 12-11. Il termine huitième au vote pour le trophée Cy Young du meilleur lanceur.

### Saison 2012
En avril 2012, Cain, qui serait devenu agent libre à la fin de la saison, signe un nouveau contrat de 6 ans pour 127,5 millions de dollars avec les Giants. Cette entente viendra à échéance à la fin de la saison 2017. Il devient du même coup le lanceur droitier le mieux payé de l'histoire des majeures.

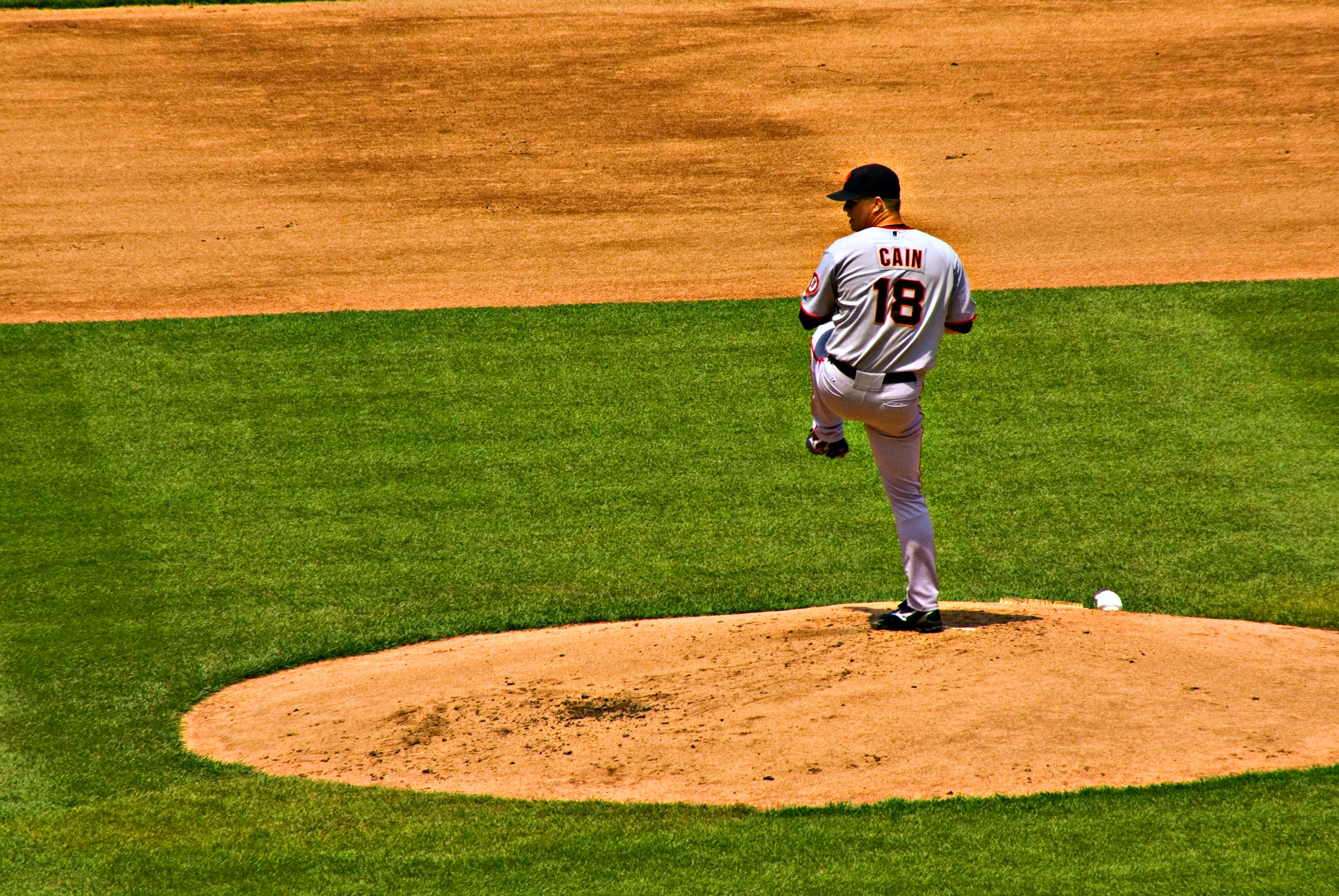
Matt Cain lançant pour les Giants en 2008.

Il lance un match d'un seul coup sûr le 13 avril 2012 à la partie d'ouverture des Giants à San Francisco, remportée 5-0 sur les Pirates de Pittsburgh. Il ne rate le match sans point ni coup sûr et le match parfait qu'en accordant un simple au lanceur adverse James McDonald en sixième manche, et réussit 11 retraits sur des prises. Le 18 avril à San Francisco, Cain livre un duel de lanceurs à Cliff Lee des Phillies de Philadelphie. Alors que Cain lance 9 manches en n'accordant que deux coups sûrs et aucun point, Lee blanchit les Giants en 10 manches. Le match se termine par une victoire de 1-0 des Giants en 11 manches sans qu'aucun des partants ne reçoive de décision.
Cain lance un match parfait le 13 juin à l'occasion de la victoire 10-0 des Giants de San Francisco sur les Astros de Houston au AT&T Park. C'est le 22e match parfait de l'histoire des Ligues majeures. Cain égale le record établi en 1965 par Sandy Koufax avec 14 retraits sur des prises dans un match parfait.
Cain est choisi comme lanceur partant de la Ligue nationale au Match des étoiles de la Ligue majeure de baseball 2012 à Kansas City le 10 juillet. Le joueur des Giants termine 6e au vote de fin d'année désignant le vainqueur du trophée Cy Young du meilleur lanceur. En 32 départs, il remporte 16 victoires contre seulement 5 défaites. Il réussit un sommet en carrière avec 193 retraits sur des prises. Ses deux matchs complets sont des blanchissages, égalant son total de 2010. Il franchit les 200 manches lancées pour une 5e année de suite. Sa moyenne de points mérités de 2,79 en 219 manches et un tiers au monticule est sa meilleure en carrière et la 4e plus basse de la Ligue nationale. 

#### Séries éliminatoires
Cain remporte 4 victoires contre deux défaites en 5 départs dans les séries éliminatoires de 2012. Il présente une moyenne de points mérités de 3,60 en 30 manches lancées, avec 20 retraits sur des prises. Il est le lanceur partant dans les derniers matchs de chaque série disputée par San Francisco, qui gagne la Série mondiale 2012 pour savourer un second titre en 3 saisons.
Lanceur perdant du second match de la Série de divisions 2012 contre les Reds de Cincinnati, Cain accorde 3 points en 5 manches et deux tiers dans le 5e et dernier match de la série, mais est quand même déclaré lanceur gagnant dans le succès de 6-4 des Giants qui leur permet d'accéder à la ronde éliminatoire suivante. Il effectue deux départs en Série de championnat 2012 contre ceux qui sont alors champions en titre, les Cardinals de Saint-Louis. Partant de son club dans le 3e affrontement, il accorde 3 points dont deux sur un circuit de Carlos Beltrán en 6 manches et deux tiers, et est le lanceur perdant dans un revers de 3-1. Par contre, on lui confie encore une fois la balle pour un match ultime, la série se rendant à la limite de 7 parties : il blanchit les Cardinals en 5 manches et deux tiers pour remporter la victoire et produit un point dans le gain de 9-0. Lanceur partant du 4e et dernier match de la Série mondiale face aux Tigers de Détroit, Cain alloue 3 points sur 5 coups sûrs en 7 manches lancées et quitte cette rencontre sur une égalité, les Giants l'emportant en manches supplémentaires pour disposer de leurs adversaires 4 matchs à zéro dans cette finale.

### Saison 2013
Matt Cain connait en 2013 sa saison la plus difficile depuis 2006, alors qu'il affiche une moyenne d'exactement 4 points mérités accordés par partie en 30 départs. Il travaille 184 manches et un tiers et c'est la première fois depuis 2006 qu'il lance moins de 200 manches. Il remporte 8 victoires contre 12 défaites, sa première fiche perdante depuis 2008. Il commence la saison du mauvais pied : en avril sa moyenne de points mérités s'élève à 6,49 et celle-ci est ramenée à 5,06 à la mi-saison. Sa seconde moitié du calendrier régulier est bien meilleure avec une moyenne de seulement 2,36 entre le 20 juillet et le 24 septembre.

### Saison 2014
La saison 2014 du droitier des Giants est à oublier : il en remporte que deux matchs contre 7 défaites en 15 départs, avec une moyenne de points mérités de 4,18 en 90 manches et un tiers lancées. Sa saison prend fin après son départ du 9 juillet, qu'il remporte sur Oakland et, placé sur la liste des joueurs blessés, il doit subir une opération au début août afin de retirer des fragments d'os qui se sont logés dans son coude droit. Le lanceur de 29 ans dit avoir ressenti la présence de ces fragments depuis 10 ans, mais ce n'est que depuis 2013 que ceux-ci, s'étant déplacés, lui causaient de la douleur. Il assiste du banc des joueurs à la conquête de la Série mondiale 2014 par les Giants, ajoutant une 3e bague de champion du monde à son palmarès.

### Saisons 2015 à 2017
Absent du jeu depuis le 9 juillet 2014, Cain effectue son retour avec les Giants le 2 juillet 2015 contre Miami.
Il est incapable de répéter les performances de ses saisons précédentes. Après avoir lancé 184 manches ou plus chaque année de 2006 à 2013, incluant des saisons consécutives d'au moins 200 manches de 2007 à 2012, Cain amorce 17 matchs en 2016 et 23 en 2017. Sa moyenne de points mérités s'élève à 5,58 avec 9 victoires et 23 défaites à ses trois dernières campagnes.
Quelques jours après avoir annoncé sa retraite, il joue son dernier match dans les majeures le 30 septembre 2017, veille de son 33e anniversaire, à San Francisco. Sans avoir lancé depuis un mois, il offre aux Giants cinq manches sans accorder de point à San Diego comme point final de sa carrière de 13 saisons.